# Aspidoscelis mexicanus
Aspidoscelis mexicanus (мексиканський батогохвіст) — вид ящірок родини теїдових (Teiidae). Ендемік Мексики.

## Поширення й екологія
Мексиканські батогохвости мешкають у центральній частині штату Оахака. Вони живуть у сухих тропічних лісах і чагарниках у долинах, на висоті від 1700 до 1800 м над рівнем моря.